# Axel Julius Smith

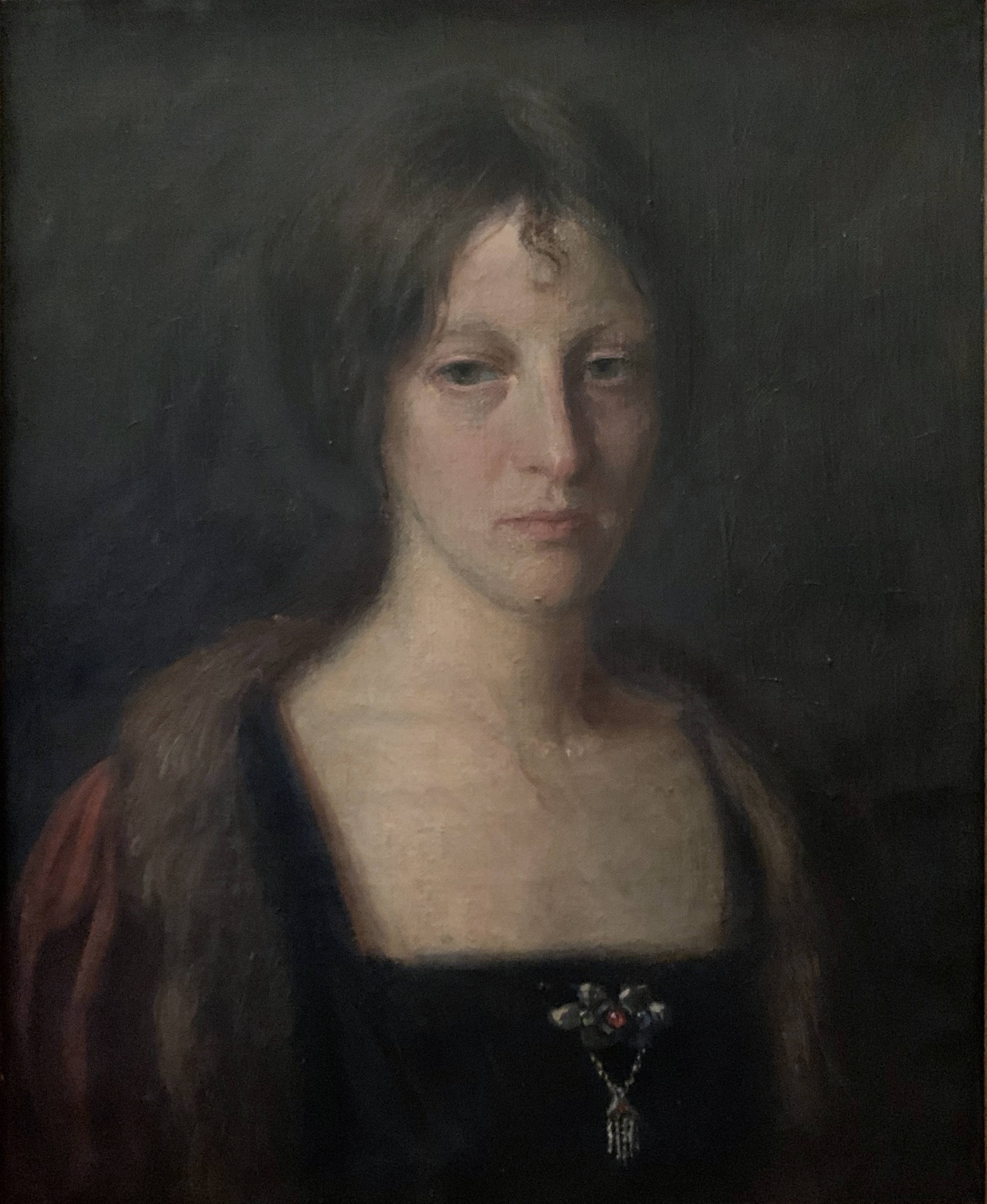
Porträtt föreställande Margit Sterky, född Smith. (4 mars 1897) Målad av Axel Smith. Privat ägo.

Axel Julius Smith ursprungligen Olsson, född 4 april 1870 i Tuve, död 8 februari 1942 i Stockholm, var en svensk målare.
Han var son till Olof Svensson och Anna Christiansdotter och från 1896 gift med Selma Sedin samt far till konstnären Margit Smith Sterky. Smith utbildade sig till yrkesmålare och efter avlagt gesällprov studerade han konst för Reinhold Callmander vid Valands målarskola i Göteborg under 1890-talets första hälft. Under sin studietid arbetade han tillsammans med Callmander med glasmålningar för Uppsala domkyrka. Efter studierna var han huvudsakligen verksam som porträttör där han försökte få en närmast fotografiskt noggrann avbildning. Han utförde även ett stort antal porrätt målade efter fotografiska förlagor eller kopior av andra konstnärers arbeten. Smith finns representerad med ett porträtt av Emma Ekwall vid Nationalmuseum i Stockholm.